# Ravdanguiin Davaadalai
Ravdanguiin Davaadalai –en mongol, Равдангийн Даваадалай– (Darvi, 20 de marzo de 1954) es un deportista mongol que compitió en judo. Participó en los Juegos Olímpicos de Moscú 1980, obteniendo una medalla de bronce en la categoría de –71 kg.

## Palmarés internacional
| Juegos Olímpicos | Juegos Olímpicos | Juegos Olímpicos  | Juegos Olímpicos |
| Año              | Lugar            | Medalla           | Categoría        |
| ---------------- | ---------------- | ----------------- | ---------------- |
| 1980             | Moscú ( URSS)    | Medalla de bronce | –71 kg           |